# Aude (reka)
Aude (antična Atax) je reka v južni francoski regiji Oksitaniji in je dolga 220 km. Izvira v vzhodnih Pirenejih, teče proti severu do Carcassonneja, se preusmeri proti vzhodu ter se severno od Narbonna izliva v Sredozemsko morje.

## Etimologija
V antiki so Aude Rimljani imenovali Atax . Nekateri antični avtorji so jo imenovali Narbôn (npr. Polibij).
Leta 1342 je roussillonska Alartova kartularija (chartularium - rokopis ali zvitek (rotulus), ki vsebuje prepise izvirnih dokumentov, ki se nanašajo na fundacijo, privilegije in pravne cerkvene pravice. ustanove, občinske družbe, industrijska združenja, učne ustanove ali družine) imenovala Auda ali Ribera d'Aude . V srednjem veku so bili za označevanje Aude uporabljeni tudi izrazi Adice, spet Atax, Fluvium Atacis, Flumine Atace, Flumen Ataze in Juxta Aditum fluvium. Po vsej verjetnosti sedanje ime izvira iz postopnega razvoja Atax, ki ga je dal Strabon (v svoji Geografiji, knjiga IV), beseda, izposojena iz galskih izrazov atacos, ki pomeni 'igriv' ali 'zelo hiter' .

## Geografija

### Potek
Reka ima svoj izvir v masivu Carlit v Lac d'Aude na nadmorski višini 2185 metrov v občini Les Angles (departma Pyrénées-Orientales) in teče vzporedno s Tet. Col de la Quillane, nadmorska višina 1713 metrov, označuje razvodnico. Reka se nato izliva v Sredozemsko morje nekaj kilometrov od Narbonna pri Grau de Vendres (blizu Cabanes-de-Fleury) na meji med departmajema Aude in Hérault.
Pri Carcassonneju se njen potek usmeri sever-jug. Aude spremeni značilnost gorskega potoka, ko prečka masiv Capcir in napaja več rezervoarjev (Matemale, Puyvalador), preden se spusti v soteske (Saint-Georges je najbolj slikovita), ki prečkajo starodavni teren. Reka od Axata, potem ko sta se ji pridružili reki Aiguette na desnem bregu in Rébenty na levem bregu, teče skozi pasove predpirenejskega apnenca (v soteski Pierre-Lys) in gre skozi vrsto majhnih občin: Quillan , Espéraza, Couiza, Alet-les-Bains, nato Limoux. Nižje od tega velikega srednjeveškega mesta se Aude obrne proti vzhodu. Ta ovinek je posledica zajetja toka, ki je nekoč tekel v dolini reke Aude, kar kaže na poglobitev s starodavno hidrologijo po dvigu Pirenejev.
Od Carcassonneja se reka umirja po veliki tektonski brazdi, ki ločuje Pireneje (Corbières) od Centralnega masiva (Montagne Noire) in s tega višavja dobi vrsto pritokov, od katerih so glavni Orbieu na desnem bregu in Argent-Double in Casse na levem bregu. Od tega trenutka, ob meji s Canal du Midi in med položnimi vinogradi, Aude vstopi v široko aluvialno ravnico Narbonna kot glavni tok, ki teče v Levji zaliv, nekaj vode pa je preusmerjene v mrežo starodavnih ribnikov, preden se vlije v Sredozemsko morje.

### Porečje
Porečje Aude je 6.074 kvadratnih kilometrov veliko in se neenakomerno razprostira na šestih departmajih: Aude, Pireneji-Orientales, Ariège, Haute-Garonne, Tarn in Hérault . Pred Carcassonnejem Aude sprejme pritoke kratkih dolžin, ki imajo pogosto značilnosti gorskih hudournikov.
Reka Aude izhaja iz prefekture Aude v spodnji dolini in se združuje z večjimi rekami, večinoma iz Montagne Noire. Nekateri pritoki so: Lladura ali Lladure (16 km), Galbe (14 km), Bruyante (14 km), Aiguette (20 km), Rébenty (34 km), Saint-Bertrand (19 km), Ruisseau de Fa ali Faby (14 km), Sals (20 km), Ruisseau de Castillou, Véraza, Saint-Polycarpe (13 km), Corneilla (22 km), Cougaing (17 km), Sou de Val de Daigne (30 km), Lauquet (37 km), Fresquel (63 km), Trapel (19 km), Orbiel (41 km), Argent-Double (37 km), Ognon (23 km), Orbieu (84 km), Cesse (54 km).

### Popalave 1999
Izjemne in nenadne padavine, tako značilne za sredozemsko podnebje med jesensko sezono, so lahko vzrok za uničujoče poplave, kot so bile 12. in 13. novembra 1999. Rezultati tega dogodka, ki je prizadel spodnjo dolino Aude, so bili katastrofalni: 35 žrtev, stotine ljudi, ki so jih helikopterji evakuirali ali rešili iz več tisoč domov, podjetij in trgovskih prostorov, ki so bili bolj ali manj poškodovani, 5000 hektarjev vinogradov, bolj ali manj porušenih, cest, omrežij za pitno vodo in sanitet so bili resno prizadeti. Razsežnost katastrofe je nastala zaradi kombinacije dveh dejavnikov: nevihte z nalivi v neprimerljivem obsegu. V dveh dneh je pri Lézignan-Corbières padlo do 620 milimetrov dežja, to je več od povprečne letne skupne vrednosti. Poleg tega je močna nevihta v Levjem zalivu povzročila dvig morske gladine za 80 centimetrov in je v kombinaciji z močnimi valovi in vetrom preprečila pretok vode, ki je že otekel s hudourniškim deževjem. 

### Poplave 2018
Ostanki orkana Leslie so hranili kvazi stacionarno hladno fronto nad jugozahodno Francijo, kar je povzročilo močne nevihte in vodilo v bliskovito poplavo na tem območju . Reka Aude se je dvignila na višino 7 m, najvišjo raven od leta 1891 . Carcassonne je v petih urah dobil 160–180 mm padavin; nivo vode v mestu se je v tem obdobju dvignilo za 8 m. Vsaj 14 ljudi je umrlo zaradi bliskovite poplave, predvsem v mestu Villegailhenc, Aude.

### Departmaji in kraji
Reka Aude teče skozi naslednje departmaje in kraje:
- Pyrénées-Orientales: v zgodovinski regiji Capcir do Matemale in Formiguères
- Hérault: Olonzac, Lespignan, Vendres
- Aude: Axat, Belvianes-et-Cavirac, Quillan, Campagne-sur-Aude, Espéraza, Montazels, Couiza, Alet-les-Bains, Limoux, Carcassonne, Trèbes, Narbonne, Coursan, Cuxac-d'Aude, Saint-Nazaire-d'Aude
- Ariège: Rouze